# Мостови (часопис)
Мостови је часопис за преводну књижевност. Први је и једини такве врсте у Србији. Посвећен је светској књижевности у преводу на српски језик и проблемима преводилачке теорије, историје и праксе. Покренут је 1970. године и мао је прекид у излажењу од 2002. до 2004 године. Часопис излази тромесечно.
Сви бројеви објављени од 2012. године и већина бројева од 2001. могу се преузети на званичном сајту Удружења.

## Историја
Мостови су основани 1970. године као часопис Удружења књижевних преводилаца Србије. Први уредник био је др Слободан А. Јовановић, а прву редакцију чинили су: Никола Бертолино, Светозар Бркић, др Милош Ђорђевић, Бранимир Живојиновић, Јован Јанићијевић, др Ранка Куић, Мира Лалић, Иванка Марковић, Олга Московљевић, Роксанда Његуш, Слободан Петковић, Марија Стојиљковић, Вера Стојић, Иван Чоловић и Милена Шафарик.

## Концепција часописа
Концепција часописа Мостови је да промишљеним и циљаним избором прозних, есејистичких, поетских и драмских текстова из светске књижевности утиче на књижевну и интелектуалну климу средине. Часопис негује високе преводилачке стандарде и тражи решења за компликована стручна и сталешка питања преводилачке професије.

## Уредништво и редакција
После Слободана Јовановића на месту главног уредника били су: од 1980. Угљеша Крстић, од 1984. Јован Јанићијевић, од 1992. Дринка Гојковић, од 2011. Славица Милетић.
Од 2012. године на месту главног уредника је Душко Паунковић. Поред њега редакцију чине Милош Константиновић, Марко Чудић и Зорислав Паунковић.